# Marquetalia
Marquetalia is een gemeente in het Colombiaanse departement Caldas. De gemeente telt 13.880 inwoners (2005).